# Michael Habryka
Michael Habryka (* 6. April 1982 in Hannover) ist ein deutscher Fußballspieler polnischer Abstammung.
Habryka durchlief die Jugendabteilungen des TSV Berenbostel, TSV Havelse und Hannover 96, ehe er 2001 zum VfL Wolfsburg kam. Dort kam der mehrfache Juniorennationalspieler bereits in seiner ersten Saison mit erst 19 Jahren zu vier Bundesligaeinsätzen. Auch im UI-Cup 2001 spielte Habryka in zwei Partien gegen Dinamo Minsk. Nachdem der VfL Wolfsburg auch in den folgenden Jahren auf erfahrene Spieler setzte, kam Habryka zu keinen weiteren Einsätzen im Profikader und spielte für die zweite Mannschaft von Wolfsburg. Im DFB-Pokal 2002 war er Teil der VfL-Amateure, die gegen die Profis von Borussia Dortmund mit 1:0 gewinnen konnten.
Sein im Sommer 2004 auslaufender Vertrag wurde von Wolfsburg nicht mehr verlängert und so hielt sich der Mittelfeldspieler für ein halbes Jahr beim TSV Havelse fit. In der Winterpause verließ er die Niedersachsen wieder und wechselte kurz vor Transferschluss zur zweiten Mannschaft von Werder Bremen. Als Stammspieler schaffte er mit der Mannschaft den Klassenerhalt in der Regionalliga, musste den Klub allerdings wegen der neuen U23-Regelung zur Saison 2005/06, die den zweiten Mannschaften von Profiteams nur den Einsatz von drei Spielern über 23 Jahren gestattet, nach einem halben Jahr wieder verlassen. 
Habryka fand zunächst keinen neuen Verein und wurde erst im Januar 2006 vom Oberligaspitzenreiter 1. FC Magdeburg verpflichtet. Am Saisonende gelang ihm mit dem FCM die Rückkehr in die Regionalliga Nord und zudem der Gewinn des Landespokals Sachsen-Anhalts. Nach dem Ende der Saison 2007/2008 und der verpassten Qualifikation des 1. FC Magdeburg für die neue 3. Liga wurde sein Vertrag nicht verlängert. 
In der Winterpause 2008/09 schloss sich Habryka dem SC Langenhagen in der Oberliga an. Zur Saison 2009/10 wechselt Habryka zu seinem Jugendverein TSV Havelse, der in die Regionalliga Nord aufgestiegen ist.